# Silvana Mangano
Silvana Mangano (n. 21 aprilie 1930 în Roma; d. 16 decembrie 1989 în Madrid) a fost o actriță italiană de film. Considerată una dintre cele mai bune actrițe, a obținut pentru interpretările ei, trei premii David di Donatello și trei premii Nastro d'argento.

## Biografie
Mangano s-a născut la Roma, tatăl fiind italian iar mama englezoaică (Ivy Webb din Croydon). Datorită războiului, familia a devenit săracă. Silvana a învățat să danseze și lucra ca fotomodel. La șaisprezece ani a fost aleasă „Miss Roma” iar în același an, 1946, primește un rol în filmul lui Mario Costa, Elixirul dragostei (premiera având loc la 31 ianuarie 1947). „Un an mai târziu, cu rolul mondinei (muncitoare sezonieră în orezării) din filmul Orez amar, Silvana Mangano aduce pe ecranul italian un temperament dramatic de o excepțională vitalitate interpretativă. De acum înainte talentul puternic al actriței, însoțit de prea plinul feminității ei ardente și contradictorii – aci pasională, năvalnică, aci delicată, tandră ori feciorelnică – se va exprima cu o libertate artistică neîngrădită.” 
A fost soția producătorului internațional de filme Dino De Laurentiis  și a avut cu acesta patru copii: Veronica, Raffaella,Francesca și Federico.

## Filmografie selectivă
- 1945 Le jugement dernier, regia: René Chanas
- 1946 Elixirul dragostei (L'elisir d'amore), regia Mario Costa
- 1947 Il delitto di Giovanni Episcopo, regia Alberto Lattuada
- 1948 Gli uomini sono nemici, regia Ettore Giannini
- 1949 Gli spadaccini della serenissima (Black Magic), regia Gregory Ratoff
- 1949 Orez amar (Riso amaro), regia Giuseppe De Santis
- 1949 Lupul din Sila (Il lupo della Sila), regia Duilio Coletti
- 1950 Il brigante Musolino, regia: Mario Camerini
- 1951 Anna, regia: Alberto Lattuada
- 1954 Mambo, regia: Robert Rossen
- 1954 Ulise (Ulisse), regia: Mario Camerini
- 1954 L'oro di Napoli, regia: Vittorio De Sica
- 1957 Oameni și lupi (Uomini e lupi), regia: Giuseppe De Santis
- 1958 La diga sul Pacifico, regia: René Clément
- 1958 Furtuna (La tempesta), regia: Alberto Lattuada
- 1959 Marele război (La grande guerra), regia: Mario Monicelli
- 1960 Jovanka e le altre, regia: Martin Ritt
- 1961 Crima (Crimen), regia: Mario Camerini
- 1961 Il giudizio universale, regia: Vittorio De Sica
- 1961 Barabba, regia: Richard Fleischer
- 1963 Procesul de la Verona (Il processo di Verona), regia: Carlo Lizzani
- 1964 La mia signora, regia: Mauro Bolognini, Tinto Brass și Luigi Comencini
- 1964 Il disco volante, regia: Tinto Brass
- 1966 Eu, eu, eu... și ceilalți (Io, io, io... e gli altri), regia: Alessandro Blasetti
- 1966 Scusi, lei è favorevole o contrario?, regia: Alberto Sordi
- 1967 Le streghe, regia: Mauro Bolognini, Vittorio De Sica, Pier Paolo Pasolini, Franco Rossi și Luchino Visconti
- 1967 Oedip rege (Edipo Re), regia: Pier Paolo Pasolini
- 1968 Teorema, regia: Pier Paolo Pasolini
- 1971 Scipione detto anche l'Africano, regia: Luigi Magni
- 1971 Morte a Venezia, regia: Luchino Visconti
- 1971 Il Decameron, regia: Pier Paolo Pasolini
- 1972 D'amore si muore, regia: Carlo Carunchio
- 1972 Jocul de cărți (Lo scopone scientifico), regia: Luigi Comencini
- 1972 Ludwig, regia: Luchino Visconti
- 1974 Grup de familie într-un interior (Gruppo di famiglia in un interno), regia: Luchino Visconti
- 1984 Dune, regia: David Lynch
- 1987 Oci ciornie, regia: Nikita Mikhalkov

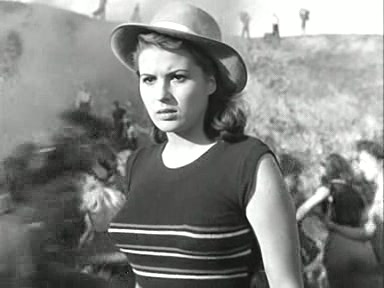
Silvana Mangano în filmul Orez amar (1947)

Silvana Mangano împreună cu Vittorio Gassman și Alberto Sordi pe platoul de filmare la Marele război (1959)

## Premii și nominalizări
- David di Donatello:
  - 1963 - David di Donatello pentru cea mai bună actriță în rol principal pentru Procesul de la Verona, (Il processo di Verona)
  - 1967 - David di Donatello pentru cea mai bună actriță în rol principal pentru Le streghe
  - 1973 - David di Donatello pentru cea mai bună actriță în rol principal per Jocul de cărți, (Lo scopone scientifico)
  - 1988 - Candidatură la David di Donatello pentru cea mai bună actriță în rol secundar pentru Oci ciornie

- Nastro d'argento:
  - 1955 - Nastro d'argento pentru cea mai bună actriță în rol principal pentru L'oro di Napoli
  - 1964 - Nastro d'argento pentru cea mai bună actriță în rol principal pentru Procesul de la Verona, (Il processo di Verona)
  - 1972 - Nastro d'argento pentru cea mai bună actriță în rol principal pentru Morte a Venezia